# Oreophrynella huberi
Oreophrynella huberi là một loài cóc trong họ Bufonidae. Chúng là loài đặc hữu của Venezuela.
Các môi trường sống tự nhiên của chúng là các khu rừng vùng núi ẩm nhiệt đới hoặc cận nhiệt đới và đầm nước.